# Eribulin
Az eribulin egy rákellenes gyógyszerhatóanyag, amelyet az Eisai japán cég forgalmaz Halaven bejegyzett néven. Az eribulin a tengeri szivacsok Halichondria nemzetségében előforduló halichondrin B-nek szintetikus analógja, egyedi hatásmechanizmussal rendelkező, mitózist gátló anyag. A vegyületet elsősorban emlőrák és liposzarkóma kezelésére használják. A vegyület egyéb ismertetőjelzései: E7389, ER-086526, NSC-707389. Ez utóbbi az Egyesült Államok Nemzeti Rákkutató Intézetének egyedi azonosítója. 

## Iparjogvédelem
Jelenleg 5 aktív szabadalom van az Egyesült Államokban a Halaven készítmény vonatkozásában. Az első 2019. június 16-án, az utolsó (USRE46965) 2027. január 8-án fog lejárni.

## Engedélyezések és indikációk

### Emlőkarcinóma
2010. november 15-én az amerikai gyógyszerügynökség (FDA) engedélyezte a vegyület mezilátsóját metasztázisos emlőkarcinómában szenvedők kezelésére, akik korábban már legalább kétszer részesültek antraciklin- és taxán-alapú kemoterápiás kezelésben. Az Egyesült Államokban körülbelül 150 000-re tehető az érintettek száma, így a gyógyszer engedélyezése a ritka betegségek kategóriájában volt kivitelezhető.

### Liposzarkóma
Az amerikai FDA 2016 Január 28-án engedélyezte a Halaven készítmény alkalmazását olyan inoperábilis liposzarkómában szenvedőknél, akik korábban már részesültek antraciklin-alapú kemoterápiás kezelésben.

## Klinikai vizsgálatok
Egy fázis III. vizsgálati jelentés szerint a Halaven készítménnyel kezelt liposzarkómás betegcsoport átlagos túlélése 15,6 hónap volt, szemben a dakarbazin hatóanyaggal kezelt csoporttal, ahol ez az érték 8,4 hónapnak adódott.
Egy 2019-es tanulmányban szintén az eribulin mezilát hatásosságát értékelték vinorelbinnel szemben, klinikai fázis III. vizsgálat során. Lokálisan visszatérő vagy metasztázisos emlőkarcinómában szenvedő kínai nőkön végzett vizsgálatnál szintén feltétel volt a korábbi, 2-5 kemoterápiás kezelés, melyek között szerepelt valamilyen antraciklin és taxán. A legfontosabb szempontok az értékelés során a progressziómentes túlélési ráta (PFS), egy objektív reagálási tényező (ORR), a válaszreakció hossza és egy általános túlélési paraméter (OS) volt. Az eribulinnal kezelt csoport eredményei statisztikailag szignifikánsan jobbak voltak . Az átlagos túlélés eribulinnal 13,4 hónap, a vinorelbinnel 12,5 hónap volt, valamint az előbbi esetén kisebb toxicitást és jobb tolerálhatóságot is megfigyeltek.
Jelen pillanatban is több vizsgálat folyik az eribulin egyéb, szolid tumorokban – úgymint nem-kissejtes tüdőkarcinóma, prosztatarák és szarkóma – való alkalmazhatóságának igazolására.

## Kutatás fejlesztés
Két új eribulin alapú termék van kutatási stádiumban. Egy liposzómás formuláció, illetve egy antitest-hatóanyag keverék alapú készítmény, mindkettő szolid tumorok kezelésére. A liposzómás formuláció jelenleg ’E7389 liposomal’ jelzéssel klinikai 1-es fázisú vizsgálat alatt áll. Előzetes in vivo vizsgálatok igazolták ezen forma hosszabb felezési idejét és alacsonyabb csúcskoncentrációját (C max) élő szervezetben. Az antitesttel kombinált készítményt az Eisai és Merck cégek közös vállalkozása fejleszti, ebben a termékben az eribulin pembrolizumabbal (PD-1 inhibítor) kombinálva kerül felhasználásra emlőkarcinóma és más előrehaladott tumoros megbetegedések esetében.

## Szerkezet és mechanizmus
Az eribulin a mikrotubulusok pozitív végén, főleg a magas affinitású régiókhoz kötve fejti ki hatását. Citotoxikus és nem citotoxikus hatásmechanizmussal is rendelkezik. Az irreverzibilis és elnyújtott mitotikus blokád révén elindul a sejtek apoptózisa, de ezen kívül más módon is hat a daganatok ellen. Egy preklinikai metasztázisos kísérleti modellben kimutatták a tumoros szövet érhálózatára gyakorolt hatását. A megemelkedett perfúzió, csökkentett tumoros hipoxia és a fenotípus megváltozása visszafordítja az epitélsejtek mezenchimális sejtekké való átalakulását, gátolva ezzel a sejtek vándorlási képességét, csökkentve a daganat metasztázisképző kapacitását. Egy másik tanulmányban leiomioszarkóma és liposzarkóma sejtvonalak esetében írták le a sejtek simaizom- és zsírsejtekké való átalakulását jelző antigének megjelenését a szer hatására. A taxánrezisztens tumorsejtek gyakran eribulinnal szemben is ellenállnak, ennek oka az MDR1-es multidrog rezisztens fehérje megjelenése a sejtekben. A szer hosszú távú alkalmazása során perifériás neuropátiát figyeltek meg mellékhatásként. A mellékhatás pontos mechanizmusa még nem ismert, viszont megállapítható, hogy a legtöbb mikrotubuláris rendszert célzó anyagnál megfigyelhető valamilyen neurotoxikus hatás.
A mellékhatások csökkentése érdekében kombinációs terápia is lehetséges. Korai vizsgálatok kimutatták, hogy PLK1-gátló szerrel szinergista hatást fejt ki, együtt alkalmazva már alacsonyabb dózisban adva is hatékony rabdomioszarkóma típusú daganatos elváltozásoknál.

## Fordítás
Ez a szócikk részben vagy egészben  az   Eribulin című angol Wikipédia-szócikk ezen változatának fordításán alapul.  Az eredeti cikk szerkesztőit annak laptörténete sorolja fel. Ez a jelzés csupán a megfogalmazás eredetét és a szerzői jogokat jelzi, nem szolgál a cikkben szereplő információk forrásmegjelöléseként.